# 抽象废话
在数学中，抽象废话，泛化抽象废话和泛化废话（英語：abstract nonsense, general abstract nonsense, generalized abstract nonsense, and general nonsense）是一些数学家用于描述范畴论中的某些概念和方法的幽默用语。
粗略地讲，范畴论是研究数学理论的泛化形式，而不考虑其内容的学科。因此，一个基于范畴论的证明在那些并不习惯这样的抽象的人看来就会有些不知所云，甚至看起来像是滑稽的不合逻辑推论。有时，这样的证明就会被称作「抽象废话」以轻巧地提醒人们它们的抽象特性。
一般而言，「抽象废话」可以泛指任何使用基本范畴论方法的证明（无论幽默与否），或是指对范畴论本身的研究。要注意的是将一个论证成为「抽象废话」并不是一种贬损的表达，而往往是对论证的繁复性的一种赞赏。

## 历史
这一术语出现在范畴论作为学科建立之前。在提到一篇引入了「范畴」概念的，1942年与塞缪尔·艾伦伯格合著的论文时，桑德斯·麦克兰恩指出，该学科当时被称作「泛化抽象废话」。这一术语于是常常被用于描述范畴论的应用和其在那些不那么抽象的领域的应用。
一般认为这一术语是由范畴观点的开发者之一，数学家诺曼·斯廷罗德创造的。数学从业者往往使用这一术语来表明数学的繁复（或观点的深刻）而非作为贬损的用语。
在数学中，一些想法和构造在多个领域显示出一种一致性，而这种一致化的主题就是范畴论。当他们确认听众都对这样的论证的一般形式有足够了解时，数学家有时会使用“由抽象废话可知XX和XX为真”这样的表达，而不必提供详尽的、对于某些特例的解释。

## 例子
典型例子包括含有交换图表、泛性质定义的应用、函子间的自然变换、米田引理、分类空间等概念的论证。
下面给出一个具体的例子：考虑一个具有正贝蒂数的3-流形 M。试证明对于M存在一个到2-球面的「非平凡」（亦即，与常映射非同伦）映射。由「抽象废话」，可知存在映射{\displaystyle f:M\to K(\mathbb {Z} ,2)}到艾伦伯格-麦克兰恩空间，对应于H2(M)中的非平凡元素。因为K(Z,2)是一个複射影空间，后者具有在奇维不存在元胞的框架结构，我们可以应用元胞近似定理得出映射f可以被下推到2-框架，亦即2-球面。
尽管这一证明论证了问题中的陈述的真实性，证明过程却几乎没有提及2-球面或3-流形的拓撲或几何。因此，这一证明并没有揭示该映射的任何性质。但是，证明却出人意料地简明凝练，而任何对于这样一个映射的“实际”构建都会异常劳神。一个预期着一个长而难的证明的读者可能会对这样的抽象废话感到惊奇——甚至感到惊喜。